# 比亞瓦河 (杜納耶茨河支流)
50°02′11″N 20°54′48″E / 50.036292°N 20.913289°E

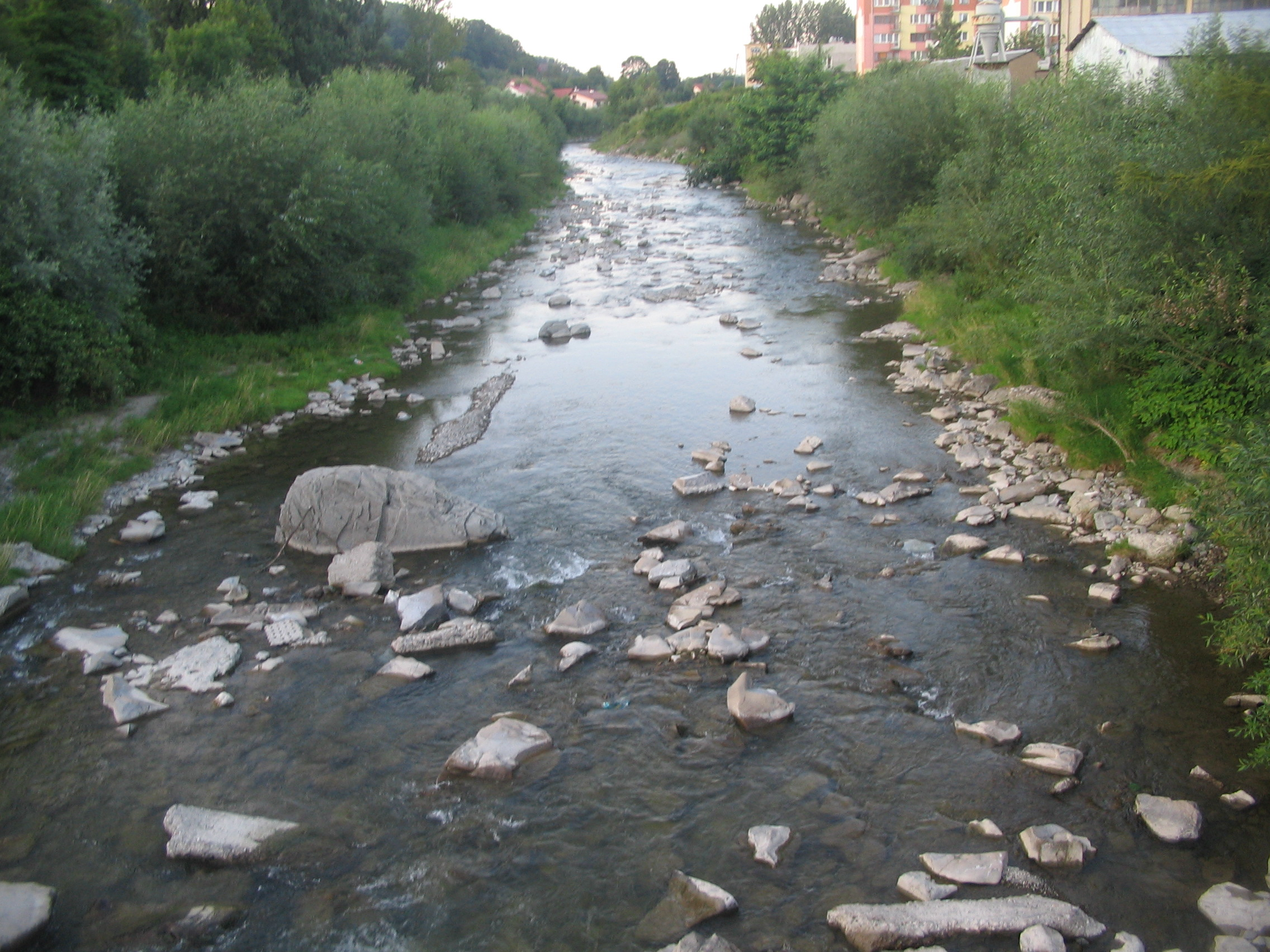

比亞瓦河（波蘭語：Biała）是波蘭的河流，位於該國中東部，屬於杜納耶茨河的右支流，河道全長101.8公里，河口處在塔爾努夫，河畔城鎮有扎科帕內和新塔爾格。